# Dzieła architektury Le Corbusiera
Dzieła architektury Le Corbusiera jako wybitny wkład do modernizmu – 17 budynków, zaprojektowanych przez architekta Le Corbusiera, znajdujących się w takich krajach jak: Argentyna, Belgia, Francja, Niemcy, Indie, Japonia i Szwajcaria i wpisanych w 2016 na listę światowego dziedzictwa UNESCO.
Dzieła architektoniczne Le Corbusiera w 7 krajach świata mają zaświadczać o powstaniu nowej, uniwersalistycznej architektury, całkowicie zrywającej z przeszłością. Wszystkie powstały w ciągu 50 lat; są to m.in.: Zespół Kapitolu w Czandigarh (Indie), Muzeum Narodowe Sztuki Zachodniej w Tokio (Japonia), Casa Curutchet w La Placie (Argentyna) i Cité radieuse w Marsylii (Francja). Są one przykładem rozwiązań, jakie modernizm stworzył w XX w., stawiając sobie za cel wypracowanie nowych technik architektonicznych, odpowiadających zmieniającym się potrzebom społecznym. Osiągnięcia myśli twórczej Le Corbusiera świadczą również o globalizacji architektury na całym świecie.

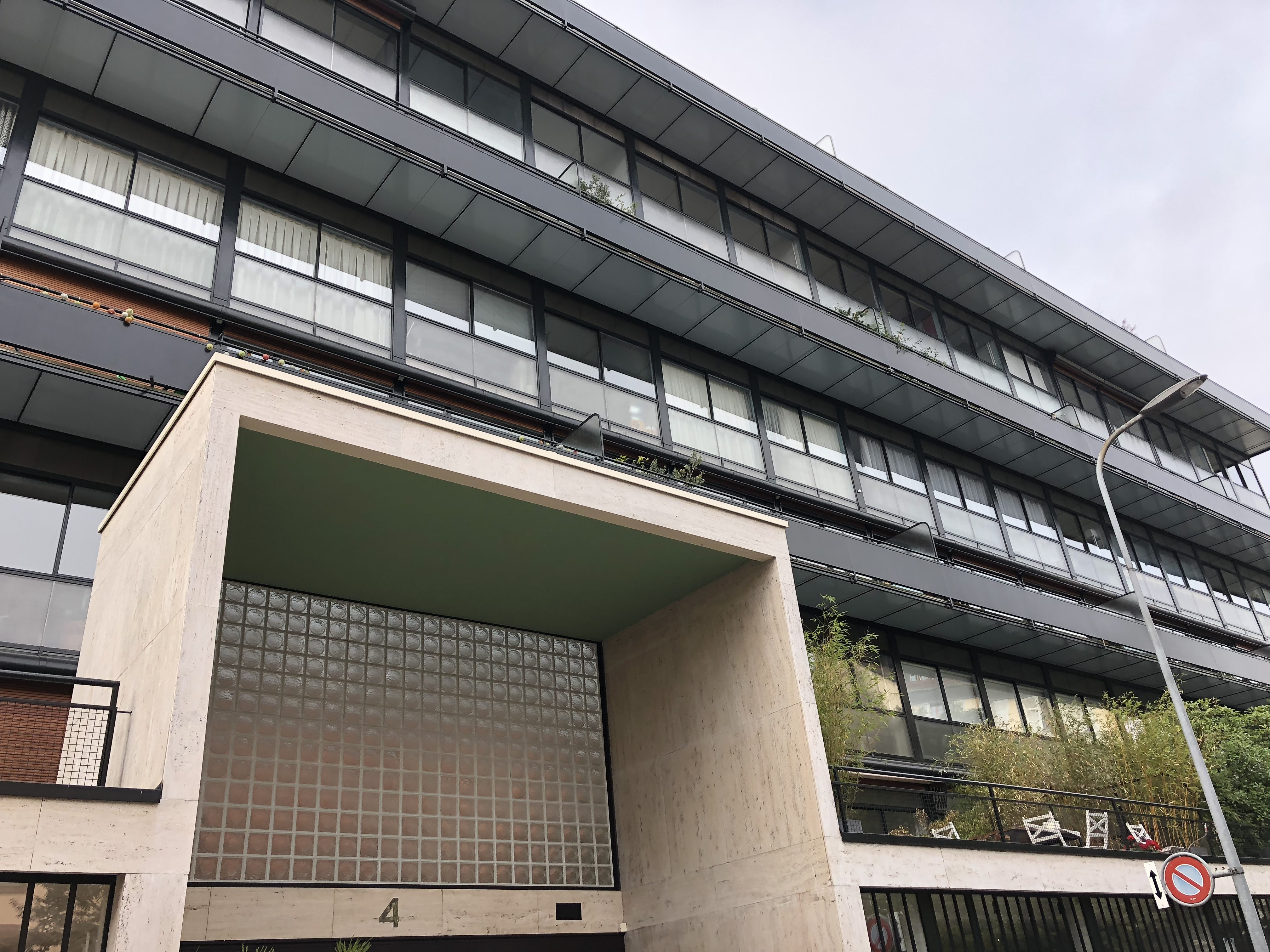
Immeuble Clarté (Genewa)

## 17 dzieł architektonicznych Le Corbusiera, wpisanych na listę UNESCO
| Numer | Obraz | Nazwa                                | Typ                             | Państwo    | Miejscowość                  | Lokalizacja                                     |
| ----- | ----- | ------------------------------------ | ------------------------------- | ---------- | ---------------------------- | ----------------------------------------------- |
| 01    |       | Maison La Roche i Maison Jeanneret   | budynki mieszkalne              | Francja    | Paryż                        | 48°51′06,7″N 2°15′55,3″E/48,851860 2,265350     |
| 02    |       | Villa Le Lac                         | budynek mieszkalny              | Szwajcaria | Corseaux                     | 46°28′06,3″N 6°49′45,6″E/46,468414 6,829336     |
| 03    |       | Cité Frugès                          | budynki mieszkalne              | Francja    | Pessac                       | 44°47′56″N 0°38′52″W/44,798889 -0,647778        |
| 04    |       | Maison Guiette                       | budynek mieszkalny              | Belgia     | Anvers                       | 51°11′01″N 4°23′36″E/51,183611 4,393333         |
| 05    |       | Weißenhofsiedlung                    | budynki mieszkalne              | Niemcy     | Stuttgart                    | 48°48′02″N 9°10′39″E/48,800556 9,177500         |
| 06    |       | Willa „Savoye” i domek ogrodnika     | budynek mieszkalny              | Francja    | Poissy                       | 48°55′28″N 2°01′42″E/48,924444 2,028333         |
| 07    |       | Immeuble Clarté                      | budynek mieszkalny              | Szwajcaria | Genewa                       | 46°12′01″N 6°09′23″E/46,200278 6,156389         |
| 08    |       | Immeuble Molitor                     | budynek mieszkalny              | Francja    | Paryż i Boulogne-Billancourt | 48°50′36″N 2°15′05″E/48,843333 2,251389         |
| 09    |       | Cité radieuse de Marseille           | budynek mieszkalny              | Francja    | Marsylia                     | 43°15′41″N 5°23′47″E/43,261389 5,396389         |
| 10    |       | Usine Claude et Duval                | fabryka                         | Francja    | Saint-Dié-des-Vosges         | 48°17′27,0″N 6°57′00,9″E/48,290820 6,950250     |
| 11    |       | Casa Curutchet                       | budynek mieszkalny              | Argentyna  | La Plata                     | 34°54′40,8″S 57°56′30,6″W/-34,911342 -57,941825 |
| 12    |       | Kaplica Notre Dame du Haut           | kaplica                         | Francja    | Ronchamp                     | 47°42′16,2″N 6°37′14,8″E/47,704490 6,620780     |
| 13    |       | Domek Le Corbusiera                  | drugi dom                       | Francja    | Roquebrune-Cap-Martin        | 43°45′35,0″N 7°27′48,2″E/43,759720 7,463400     |
| 14    |       | Zespół Kapitolu w Czandigarh         | budynek użyteczności publicznej | Indie      | Czandigarh                   | 30°45′27″N 76°48′20″E/30,757500 76,805556       |
| 15    |       | Klasztor Sainte Marie de La Tourette | klasztor                        | Francja    | Éveux                        | 45°49′09,8″N 4°37′21,0″E/45,819396 4,622500     |
| 16    |       | Muzeum Narodowe Sztuki Zachodniej    | muzeum                          | Japonia    | Tokio                        | 35°42′55″N 139°46′33″E/35,715278 139,775833     |
| 17    |       | Dom Kultury w Firminy-Vert           | budynek użyteczności publicznej | Francja    | Firminy                      | 45°22′59,5″N 4°17′20,6″E/45,383190 4,289067     |